# Michel Valmer
 (mai 2020).
Si vous disposez d'ouvrages ou d'articles de référence ou si vous connaissez des sites web de qualité traitant du thème abordé ici, merci de compléter l'article en donnant les références utiles à sa vérifiabilité et en les liant à la section « Notes et références ».
 (avril 2023).
 (avril 2023).
Michel Valmer  est un comédien, musicien et scénariste français né le 18 novembre 1947 à Nantes.

## Biographie
Michel Valmer a passé son enfance au Croisic, puis fait des études à Nantes au lycée Jules-Verne, à la Faculté des lettres et au Conservatoire de musique et d'art dramatique.
Il suit un stage avec Pierre Debauche et Antoine Vitez, en 1973.
Il complète sa formation à l’université de Bourgogne.

## Le comédien
Michel Valmer a travaillé, au théâtre, sous la direction de nombreux artistes, notamment Gildas Bourdet, Jean Dasté, Pierre Ascaride, Jacques Kraemer, Georges Goubert, Jacques Mauclair, Jacques Échantillon, Jean Bouchaud, Stephan Meldegg, Jean Guichard, Gabriel Garran, Pierre Vial, Jacques Livchine, René Loyon, Christophe Rouxel, Charles Tordjman, Françoise Thyrion, Manfred Karge, André Cellier et Matthias Langhoff.
Il a joué dans plusieurs séries télévisées, notamment dans Maigret avec Jean Richard, et dans diverses productions sous la direction de Bernard Sobel, Michel Hermant, Michel Kaptur, Monique Dartonne, Gildas Bourdet, Patrick Saglio, Stéphane Bertin, Eric le Hung, Jean-Paul Roux, Pascal Goethals, Jean-Claude Bonnardot, Alain Levent...
Sa dernière apparition au cinéma date de 1998 : il interprète un producteur de muscadet dans Le Poulpe.
En 1974 il joue au Festival d'Avignon Le retour du Graully de Jacques Kraemer, dans une mise en scène de Jacques Kraemer
En 1975 il joue au Festival d'Avignon L'Ombre d'Evguéni Schwartz, dans une mise en scène de Gildas Bourdet.
En 1979 il joue au Festival d'Avignon Vingt minutes avec un ange d'Alexandre Vampilov, dans une mise en scène de Gabriel Garran.
En 1980 il joue au Festival d'Avignon La 2CV Théâtre de Jacques Livchine et Hervée Delafond, dans une mise en scène de Jacques Livchine et Hervée Delafond.
En 1982 il joue au Festival d'Avignon Le mariage de Jacques Livchine, dans une mise en scène de Jacques Livchine.
En 1986, il participe à la lecture spectacle "Reprise de dribble", texte de Jean-François Sivadier, sous la direction artistique de Jacques Baillon, au Théâtre de l'Odéon.
En 1994, il lit au 11e Festival international des Francophonies en Limousin Les Polis p'tits chiens d'Abderrahmane Lounès.
En 2013, il lit, à l'occasion du Bal des Mots, Salle Vasse - Nantes, Dépouilles d'Éric Pessan.

## Le compositeur
Michel Valmer a composé de nombreuses musiques, aussi bien pour des films (télévision ou cinéma) que pour des comédies musicales ou des chansons de variété.
Il a composé la musique du film À vendre de Christian Drillaud, du film Plurielles de Jean-Patrick Lebel.
Il est l'auteur de la musique, pour le Théâtre La Bruyère, de la comédie musicale Il pleut sur le bitume, adaptée d’un roman policier de James Hadley Chase - mise en scène Stephan Meldegg -, ainsi que des spectacles Proffolding follies de Pierre Aim, La planète bleue de Jean-Claude Giraudon, 40-45 d'Yvon Birster, 'La Station Champbaudet, d'Eugène Labiche, pièces créés au Théâtre de la Salamandre - Le  Hâvre et Lille, de la pièce Les longs chapeaux' d'André de Baecque (mise en scène par Guy Lauzun au Théâtre de l'Odéon-Paris), de la pièce Au Bonheur des dames' d'après Zola  au Théâtre de la Ville - Paris (mise en scène de Jacques Echantillon), Vie et mort du Roi Jean' de W. Shakespeare au Festival de Tours (mise en scène A. Cellier), Les Bâtards de Robert Thomas au Théâtre Daunou - Paris, Le Bébé de Monsieur Laurent' de Roland Topor au  Théâtre Marie Stuard - Paris, (mise en scène de J-C Grinevald et Michel Valmer), Marie contre Marie' de Pascal Roze, mise en scène de France Darry, au Théâtre Essaïon - Paris, Le Mariage et  Le Théâtre pour chiens, spectacles de rue de l'Unité et Cie, Cet animal étrange de Gabriel Arout, mise en scène de Jean Bouchaud, au Théâtre de l'Athénée - Paris, Le commerce de pain de B. Brecht, au Théâtre Universitaire de Nantes, programmation Grand T - Nantes.
Il a également composé pour la télévision la musique du film TV Les Mystères de New York avec Jean Wiener ou de L'Appartement, celles des  Aventures de Kiko, de Kiko en Vacacances et de Zoofolies ainsi que la musique de nombreuses chansons, notamment pour la chanteuse japonaise Megumi Satsu, Françoise Thyrion, Léopoldine HH sur des textes de Roland Topor (Zozo lala, Le Fantôme de l'Opéra...), pour les chanteurs Paul Ives (ed. FONO), Jean Menaud et pour Françoise Thyrion (Chants de l'Inconnu no 5, sur des poèmes d'Armand Gatti -  le livre CD, paru aux éditions du Petit Véhicule, a obtenu en 2006 le label "Coup de cœur" de l'Académie Charles-Cros. Autre CD : Vues et Visions sur des poèmes de Claude Cahun - arrangement pour le piano de Pierre Le Bot). Il a composé un accompagnement musical original sur un texte de Jean Rouaud, interprété par Françoise Thyrion, pour le 20e anniversaire de la création du CNAM à Nantes et pour Bulles de savon, bons sentiments d'Alain Scoff la chanson intitulée "Beatnick obèse".

## Le scénariste
Il est l'auteur (ou co-auteur) de séries télévisées, soit adaptées aux enfants (Les Aventures de Kiko et  Kiko en vacances pour FR3, Zoofolies pour Antenne 2 et l’INA, Dites-moi, docteur EKA (co écrit avec Jacques Pater) pour TF1), soit aux adultes (La Reine de Djerba réalisé par Jean-Paul Roux pour FR3.
Michel Valmer a également écrit et réalisé, avec la collaboration de Samuel Danilo et Erwan Kerzanet, deux films en coproduction avec le Musée Jules-Verne, le Planétarium de Nantes et la compagnie théâtrale Science 89 (Autour de la lune avec Jules Verne, 2003 et Edom ou l'éternel Adam, 2009. Il a co-écrit  avec Pascal Deligné et Jean-Marc Cellier, en 1984, le scénario de Borderline, film témoignage du Théâtre hors les murs dans les années quatre-vingt. Il en est, par ailleurs, l'acteur principal.

## L'homme de théâtre et de sciences
En 1988, il fonde la compagnie théâtrale Science 89 (troupe de théâtre installée à Nantes) qui s’intéresse plus particulièrement aux rapports entretenus entre la science, la philosophie et le théâtre. Dans ce cadre, plusieurs spectacles ont été montés :
- Une folie électrique de Françoise Thyrion, dans un texte adapté de Diderot, à La Chapelle des Cordeliers à Paris dans le cadre du bicentenaire de la Révolution française avec Fabrice Luchini
- Coetsé de J.M. Coetzee avec Richard Bohringer
- Un monde immobile de Moussa Konaté, à Bamako et au Festival international des Francophonies
- Entretien d'un philosophe avec la maréchale de *** de Diderot (création avignonnaise avec Zabou et Jacques Bonnaffé).
- Inferno Folies Scientifiques de Strindberg avec Jean-Paul Farré
- Félicité ou le merveilleux théâtre d'art et de science, co-écrit avec Françoise Thyrion et Daniel Raichvarg, avec Gérard Majax
- Insoumises d'après Geneviève Anthonioz de Gaulle et Rigoberta Menchu avec M-Christine Barrault et F. Thyrion
- Le petit cirque scientifique, à la Cité des sciences et de l'industrie de la Villette, co-écrit avec Daniel Raichvarg
- Une femme de ménage, de Françoise Thyrion à Naxos Bobine - Pari
- Le voyage d'Axel, d'après Voyage au centre de la terre Jules Verne au Muséum d'histoire naturelle de Nantes.
- Chants de l’Inconnu no 5 d’Armand Gatti à Avignon, Maison de l'Arbre / Montreuil, Nantes, Belgique
- Le Grand Livre de l'Alchimie, de l'Infini et de l'Anamorphose, co-écrit avec Françoise Thyrion et Michel Blay
- L'Ingénu de Voltaire adaptation de Françoise Thyrion en collaboration avec Gerhardt Stenger
- Le Commerce de pain de Bertolt Brecht, en co-production avec la MCLA (Grand T) de Nantes
- Les Précieuses ridicules and Co d'après Molière, avec un avant-propos de Françoise Thyrion
- L'Orgasme de la soie, à partir des textes cliniques de G. G. de Clérambault (2007) (participation de F. Azzolin)
- Huis clos de Jean-Paul Sartre, dans un dispositif scénique tournant de L. Le Bourhis (2008) au Grand T  de Nantes.
- Kiko and co, spectacle poétique et philosophique pour enfants (2009)
- Je serais heureux de vous rendre service en me rendant service, d'après Jean Cocteau (2011)
- Le tour de Jules Verne en 80 minutes(2012)
- Rimbaud le fils / fragments, d'après Pierre Michon (2013)
- Projet d'invasion d'une île  de Dominique Pécaud (2014)
- La Princesse Palapuka et le Roi Zarbouig sont dans un batoooh...  spectacle pour enfants (2014)
- Le souffle de l'Homme rouge  (2016)
- Voyage en poésie de Bruxelles à Nantes en collaboration avec Françoise Thyrion (2017)
- Il est urgent de vivre  inspiré du Rêve armoricain de Stéphane Pajot (2019)
- L'Etoile du sud  d'après Jules Verne en collaboration avec Nicolas Souville (2019)
- Cabaret Gatti en collaboration avec Françoise Thyrion et Étienne Boisdron (2019)
- Hi'ni eo Molière, traduction en langue bretonne de Molière, par elle-même de Françoise Thyrion par Sten Charbonneau (éd. An Amzer), interprétation par Nolwenn Korbell (2020).
- Néronlefou 1, d'après Britannicus Jean Racine en collaboration avec Maxime Kerzanet et Léopoldine Hummel, diffusion sur réseaux internet dont Instagram. (2020).
- Néronlefou 2, d'après Britannicus Jean Racine en collaboration avec Samuel Danilo et Xavier Terpereau pour les images ainsi que le dessinateur Pascal Bouchet, diffusion sur réseaux internet by Drive. (2020).
- Le Voyage d'Alceste de et en collaboration avec Françoise Thyrion, d'après les témoignages de Charlotte Delbo sur sa déportation. (2023).
- Le Grand Livre de Michel Ragon  (2024)

## Collaborations
Il a participé à l'élaboration de nombreux spectacles, notamment :
- création de Proffolding follies de Pierre Aim, en collaboration avec Gildas Bourdet au Théâtre de la Salamandre (Lille).
- création de L'Île au trésor d'après Stevenson avec des chansons de Yvan Dautin
- création de Le Mystère de la patience d'après Jostein Gaarder avec Rufus et Maxime Kerzanet
- création de Les Rois sages et le Roi fou d'après Les Rois mages de Michel Tournier, sur une musique de Piotr Moss et de Dominique Probst
- création de Le Bébé de monsieur Laurent  de Roland Topor avec Jean-Christian Grinevald (co-metteur en scène avec Michel Valmer), musique de Michel Valmer - Théâtre Marie Stuard.
- création de La Périchole de Jacques Offenbach, pour L'Unité et Cie, co-mise en scène de Jacques Livchine et Michel Valmer (partition de Jacques Offenbach adaptée et dirigée pour l'occasion par Michel Valmer).

Il a été producteur d'émissions radiophoniques pour Les Nuits magnétiques (France Culture) avec Jura-Écriture-Identité  (en collaboration avec pro-Helvétia et Michel Simonot, Jean-pierre Monnier, Pierre Chappuis, Alexandre Voizard, Hugues Richard, Tristan Solier et Jean Cuttat. et Salut la compagnie (autour du "Théâtre pour chiens" de Jacques Livchine et Hervé Delafond). Il a créé pour Radio fidélité et l'Académie littéraire de Bretagne et des Pays de la Loire : L'Estuaire à des oreilles ainsi que pour Jet FM : Acide plus base donne sel plus eau, Vasse potatoes et Fantômes et merveilles.
Il a écrit pour les manifestations du Bicentenaire de la Révolution à Martigues, en 1989, dans le cadre d'Opéra Ville (mise en scène de Michel Valmer), l'Hymne aux enfants de Martigues sur une musique originale de Henri Sauguet.
Il a organisé, Salle Vasse, une performance intitulée Mon corps est fait du bruit des autres en mémoire du metteur en scène Antoine Vitez avec la participation de Jeanne Vitez, Françoise Thyrion, Mégumi Satsu, Damien Houssier, Maxime Kerzanet, Daniel Soulier et Pierre Vial.
Il a dirigé les lectures spectacles de L'Exilé de Marcel Zang au Studio théâtre (Nantes -2002), de 'Mon Général de Marcel Zang à la Salle Vasse (Nantes - 2010), d'Un aller simple pour Phoenix de Jacques Grandjouan (au Lieu Unique - Nantes) et de L'œuf et la poule de Jacques Grandjouan (au Grenier à sel - Festival d'Avignon - 2004 et Studio théâtre, Nantes - 2004), de Aire de repos ou Ainsi font-elles toutes de l’écrivaine autrichienne et prix Nobel de littérature Elfriede Jelinek "Raststätte oder Sie machens alle", dans la traduction de Gerhardt Stenger (au Lieu Unique, Nantes -2004).
Il réalise (documentaires) : 
- avec Françoise Thyrion, en avril 2013, une vidéo L'autre c'est qui ? Part 1 à partir d'entretiens avec Alain Finkielkraut - images de Thomas Yzèbe, production : Science 89 / Icav, Université Permanente de Nantes.
- en avril 2013, une vidéo  L'autre c'est qui ? Part 2  à partir d'entretiens avec Pascal Blanchard - images de Thomas Yzèbe, production : Science 89/Icav, Université Permanente de Nantes.
- avec Françoise Thyrion, en janvier 2014, une vidéo Panique à partir d'entretiens avec le peintre Christian Zeimert et une vidéo Oulipo avec le poète Paul Braffort - images de Thomas Yzèbe, montage de Monique Dartonne co-production : Science 89, Université Permanente de Nantes, Avidia-films.
- avec  Françoise Thyrion, en janvier 2015, une vidéo Gatti à partir d'entretiens avec le poète et dramaturge Armand Gatti - images de Michel Kaptur, montage de Monique Dartonne, musique de Michel Valmer et Manuel Faivre, co-production : Science 89, Université Permanente de Nantes, La maison de l'Arbre, Avidia-films.
- avec Anita Lamanna et Erwan Kerzanet, en mars 2016, une vidéo Blay, à partir d'entretiens avec le philosophe Michel Blay - co-production : Image Temps, Science 89 / Icav.

Il a co-réalisé, avec Samuel Danilo, l'exposition "Claude Cahun / Vues et Visions" qui a été présentée en 2011-2012 au Croisic (La Criée) et à Nantes (Temple du Goût, Université Permanente et Salle Vasse). Cette initiative soutenue par la Région des Pays de Loire, le Département de Loire-Atlantique et la Ville de Nantes (Médiathèque et Musée des Beaux-Arts) a permis l'édition d'un opuscule éponyme (maquette de Louise Rattier, Éditions de l'encre à pattes) tiré à 100 exemplaires numérotés, incluant des inédits de Tirza True Latimer, François Leperlier, Patrice Allain et Vincent Rousseau accompagné d'un CD de  poèmes de Claude Cahun mis en musique par Michel Valmer et Pierre Le Bot, interprétés par Françoise Thyrion.
En 2012, il prête sa voix pour Pierre et le loup (S. Prokoffiev) pour une réalisation des Marionnettes de Nantes (Dir. Monique Créteur).
En 2017, il organise à la Salle Vasse de Nantes la création de "Mémoire de Loire" de David Chaillou sur un texte de Michel Chaillou et de "Aux coutures du temps de" de Roger Tessier d'après le poème d'Yves Cosson "Ma Loire aux miroirs" (chef d'orchestre: Jean-Louis Vicart, Chant : Isabel Soccoja, Récitant : Michel Valmer avec la participation de douze musiciens et d'une quarantaine de choristes).
En 2019 réalise un LP (Livre pauvre /Exemplaire unique) sur les costumes au théâtre avec Ghislaine Lejard pour la Collection FY du fonds patrimonial de la bibliothèque Forney (Paris) et en 2022, toujours avec Ghislaine Lejard, un Livre d'artiste (tiré à 20 exemplaires numérotés et signés)intitulé "Qui se souvient..." en hommage à Alice Milliat.
En 2020, il participe au Colloque de Cerisy sur le thème "Les morales de Diderot" et au Festival Plumes d'Equinoxe, au Croisic, avec une performance intitulée Les Femmes pirates.
En 2022, en collaboration avec la Médiathèque Jacques Demy de Nantes, crée une performance "Hélène et René Guy Cadou, poésies croisées".
En 2023, il co-réalise (avec Claude Massompierre) un court métrage, UTOPI(L)ES, sur le travail du dessinateur Eric Fonteneau (prod. Science 89 - images Claude Massompierre et Xavier Ménard- Musique : Manuel Faivre).
- Membre de l'Académie de Bretagne et des Pays de la Loire depuis 2015
- Intervenant à Polytech' Nantes pour le cours d'éthique de Dominique Pécaud depuis 2015
- Intervenant théâtre à l'Université permanente de Nantes depuis 2014.

## Directeur de salle de spectacle
Depuis 2005, jusqu'au 15 juin 2019, il s'est occupé, avec Françoise Thyrion, de la direction artistique de la Salle Vasse à Nantes.

## L'universitaire
Parallèlement, Michel Valmer mène un travail universitaire qui le conduit à soutenir, en 2002, une thèse de Doctorat à l’université de Dijon, sous la direction de Daniel Raichvarg, sur les rapports du Théâtre et de la Science. Sur ce sujet, un livre (Le Théâtre de sciences) est édité à CNRS éditions, Paris, février 2005.
Jusqu'en 2014, il est intervenant à l’Université de Nantes (Master médiation culturelle et communication internationale) ; l'Université permanente de Nantes, l'accueille pour une série de cours et de conférences sur les croisements "art-poésie-science-pensée" ; en 2014, il collabore avec Dominique Pécaud, à Polytech’- Université de Nantes, pour son cours d'Éthique en ingénierie ; il intègre, en 2013, le collectif réuni par Cl. Valentin et A. Strebler pour le DU » Éthique – esthétique-dignité » (Paris V – Descartes). Cette activité universitaire lui permet de participer à différentes manifestations, rencontres, stages et séminaires (École des Mines de Nantes, CNAM de Nantes, Inserm, CHU, CHR, Hôtel Dieu-Paris, Musée d’Histoire naturelle de Paris, de Lille et de Nantes, Musée Jules Verne de Nantes, Universités de Besançon et de Dijon, Musée des Sciences et Techniques de Shangaï, Acfas / Québec, etc).
Le travail théâtral de Michel Valmer a fait l’occasion d’articles publiés par divers supports : l'Encyclopædia Universalis, La Belle éveillée, les revues : Europe, Alliage, Autrement (sur la culture à Nantes), Coulisses/Théâtre universitaire de Besançon, les Cahiers de l’Anrat, La Lettre de l’Ocim/Université de Dijon, la Nouvelle Revue Pédagogique, La Libre pensée, les Cahiers Jules Verne, les Cahiers du XVIIIe, Les Cahiers Voltaire, la Revue 303, les Cahiers Cadou - Petit Véhicule 2020, Psychologie clinique, La revue pour l'Histoire du CNRS. Le numéro 2 de la Revue Incognita (éd. du Petit Véhicule) lui est consacré.
Il a créé au sein de la Cie Théâtrale Science 89 (en collaboration avec F. Thyrion) une collection réflexive sur le théâtre d’aujourd’hui : "Les petits cahiers de théâtre de Science 89" (cf. De la souffrance au théâtre, Entretiens avec Françoise Thyrion, Dominique Paquet, Anna Topaloff, Danièle Michel-Chich, Jean-Pierre Léonardini, Gilles Costaz, Michel Simonot, Jacques Livchine, Jean-Paul Alègre, Jean Blaise, Jean-François Sivadier, Maxime Kerzanet, Yannick Guin, Philippe Coutant, André Guigot, Gerhardt Stenger…).
Directeur de publication aux éditions de l'Encre à pattes.